# Địa tô
Địa tô là phần sản phẩm thặng dư mà những người sản xuất nông nghiệp tạo ra và nộp cho người chủ sở hữu ruộng đất.

## Lịch sử
Địa tô có lẽ là một trong những đối tượng của nông nghiệp xuất hiện trong hầu hết những chế độ của lịch sử loài người.

### Chiếm hữu nô lệ
Trong chế độ chiếm hữu nô lệ, địa tô là sản phẩm của sự lao động của những nô lệ và những người chiếm hữu ruộng đất nhỏ tạo ra. 

### Phong kiến
Trong chế độ phong kiến, nông nô lại là những người tạo ra các sản phẩm này và chúng bị chiếm đoạt bởi các vị lãnh chúa, có khi địa tô lại không chỉ là phần thặng dư mà còn cả phần sản phẩm tất yếu mà người nông nô được hưởng.

### Chủ nghĩa tư bản
Trong chủ nghĩa tư bản, địa tô vẫn tồn tại như là một hệ quả của việc tư hữu ruộng đất vẫn còn đó. Lần này, những người phải nộp địa tô lại là những nhà tư bản nông nghiệp. Thực chất, địa tô lúc này không còn quá gắn bó với đất đai nữa. Từ địa tô được dùng để ám chỉ phần thặng dư của thu nhập bình quân của những người này. Tuy nhiên, bản chất bóc lột trong địa tô vẫn được thể hiện khi địa tô này lại chính là phần thặng dư của công nhân làm thuê nộp cho những nhà tư bản. Rõ ràng, địa tô lúc này không còn phản ánh quan hệ sản xuất của hai giai cấp mà là ba giai cấp: địa chủ, nhà tư bản nông nghiệp và công nhân nông nghiệp làm thuê. Có ba loại địa tô lúc này là địa tô chênh lệch, địa tô tuyệt đối và địa tô độc quyền.

### Chủ nghĩa xã hội
Trong chế độ này, sự tư hữu là không còn nữa, địa tô tuyệt đối và địa tô độc quyền đã không còn nữa. Tuy vậy, địa tô chênh lệch vẫn tồn tại. Nhưng loại địa tô này lại thuộc về nhà nước xã hội chủ nghĩa và nếu ta đem so sánh, ta sẽ thấy địa tô tuyệt đối thuộc chế độ này khác với địa tô tuyệt đối trong chủ nghĩa tư bản.

## Địa tô ởViệt Nam
Ở Việt Nam, ruộng đất được coi như là thuộc sở hữu toàn dân, là tư liệu sản xuất đặc biệt và không thể thay thế của nông nghiệp. Thay vì phải nộp sản phẩm thặng dư như trước đây, người nông dân hoàn toàn sở hữu ruộng đất trong thời gian và chỉ phải nộp thuế sử dụng đất cho nhà nước mà thôi. Người nước ngoài có thể thuê đất để kinh doanh hoặc xây dựng trụ sở ngoại giao. Còn người Việt Nam có thể tham gia xí nghiệp liên doanh được góp vốn pháp định bằng giá trị đất đang được sử dụng.